# Banger
Banger är en fransk musik- och komedifilm som hade premiär på Netflix den 2 april 2025. Filmen är regisserad av So-Me efter ett manus skrivet av Julie Darfeuil.

## Handling
Filmen handlar om en avdankad DJ, Scorpex, som kontaktas av en excentrisk underrättelseagent som önskar att han ska ta hand om en yngre rival, Vestax. Han ser då en möjlighet att återerövra sin plats som dansgolvets kung.

## Rollista (i urval)
- Vincent Cassel
- Laura Felpin
- Mister V